# Hahn János
Hahn János (Szekszárd, 1995. március 15. –) magyar labdarúgó, a Paks csatára.

## Pályafutása

### Klubcsapatokban
Pályafutását Pakson kezdte, majd amikor 2013 nyarán szerződése lejárt a tolnai klubnál, a Puskás Akadémia csapatához igazolt.

#### Paks
Egy év elteltével visszatért nevelőegyesületéhez. 2016 novemberében góllal járult hozzá, hogy a tolnaiak – történetük során először – idegenben legyőzzék a Ferencvárost. Alapember lett a csapatnál, amellyel 2018 februárjában 2021 nyaráig meghosszabbította a szerződését. A 2018–2019-es szezonban csapata legeredményesebb játékosa volt 31 bajnokin szerzett 9 góljával.
A 2020-2021-es bajnokság 5. fordulójában –  élvonalbeli pályafutása során először – mesterhármast ért el a Paks MTK ellen 4–0-ra megnyert mérkőzésén. 2020. november 7-én az NB I 10. fordulójában –  élvonalbeli pályafutása során először – mesternégyest ért el a Paks Puskás Akadémia ellen 6–2-re megnyert mérkőzésén. A mérkőzést követően 10-es osztályzatot kapott a Nemzeti Sporttól. A 2020–2021-es szezon végén 22 góllal gólkirályi címet szerzett.

#### Dunaszerdahely
2021. szeptember 3-án a szlovák élvonalbeli DAC szerződtette. 2021. szeptember 12-én debütált a Dunaszerdahelyi csapatban a Slovan Bratislava elleni rangadón, az 58. percben állt be csereként, egy perccel később, harmadik labdaérintéséből be is talált amit a videóbíró érvénytelenített les miatt. 2021. október 1-jén a szlovák labdarúgó-bajnokság 10. fordulójában a Zlaté Moravce (Aranyosmarót) ellen 4–2-re megnyert mérkőzésen két gólt lőtt és egy gólpasszt adott.

#### Paks
2022 augusztus végén visszatért korábbi csapatához, a Paksi FC-hez.

### A válogatottban
2021. június 1-jén Marco Rossi szövetségi kapitány nevezte őt a magyar válogatott Európa-bajnokságra készülő 26 fős keretébe. 2021. június 4-én, a ciprusiak ellen 1–0-ra megnyert felkészülési mérkőzésen mutatkozott be a válogatottban. A kontinenstornán nem lépett pályára.

## Családja
Nős, egy gyermeke van. Érdekesség, hogy lánya azon a napon született, amikor bemutatkozott a magyar válogatottban.

## Statisztika

### Klubcsapatokban
2025. augusztus 17-én frissítve.
| Klub           | Szezon         | Bajnokság | Bajnokság | Kupa  | Kupa  | Ligakupa | Ligakupa | Nemzetközi | Nemzetközi | Összesen | Összesen |
| Klub           | Szezon         | Mérk.     | Gólok     | Mérk. | Gólok | Mérk.    | Gólok    | Mérk.      | Gólok      | Mérk.    | Gólok    |
| -------------- | -------------- | --------- | --------- | ----- | ----- | -------- | -------- | ---------- | ---------- | -------- | -------- |
| Paks           | 2012–13        | 3         | 0         | 2     | 0     | 4        | 0        | –          | –          | 9        | 0        |
| Paks           | 2014–15        | 22        | 1         | 1     | 0     | 7        | 0        | –          | –          | 30       | 1        |
| Paks           | 2015–16        | 29        | 7         | 1     | 0     | –        | –        | –          | –          | 30       | 7        |
| Paks           | 2016–17        | 30        | 6         | 2     | 1     | –        | –        | –          | –          | 32       | 7        |
| Paks           | 2017–18        | 30        | 5         | 3     | 0     | –        | –        | –          | –          | 33       | 5        |
| Paks           | 2018–19        | 31        | 9         | 4     | 2     | –        | –        | –          | –          | 35       | 11       |
| Paks           | 2019–20        | 30        | 7         | 4     | 3     | –        | –        | –          | –          | 34       | 10       |
| Paks           | 2020–21        | 28        | 22        | 3     | 2     | –        | –        | –          | –          | 31       | 24       |
| Paks           | 2021–22        | 4         | 4         | 0     | 0     | –        | –        | –          | –          | 4        | 4        |
| Paks           | Összesen       | 207       | 61        | 20    | 8     | 11       | 0        | 0          | 0          | 238      | 69       |
| Puskás         | 2013–14        | 0         | 0         | 0     | 0     | 2        | 0        | –          | –          | 2        | 0        |
| Puskás         | Összesen       | 0         | 0         | 0     | 0     | 2        | 0        | 0          | 0          | 2        | 0        |
| Dunaszerdahely |                |           |           |       |       |          |          |            |            |          |          |
| 2021–22        | 18             | 3         | 1         | 0     | 0     | 0        | –        | –          | 19         | 3        |          |
| 2022–23        | 3              | 0         | 0         | 0     | 0     | 0        | 2        | 0          | 5          | 0        |          |
| Összesen       | 21             | 3         | 1         | 0     | 0     | 0        | 2        | 0          | 24         | 3        |          |
| Paks           | 2022–23        | 28        | 3         | 4     | 0     | –        | –        | –          | –          | 32       | 3        |
| Paks           | 2023–24        | 24        | 4         | 5     | 3     | –        | –        | –          | –          | 29       | 7        |
| Paks           | 2024–25        | 0         | 0         | 0     | 0     | –        | –        | 2          | 0          | 2        | 0        |
| Paks           | 2025–26        | 4         | 2         | 0     | 0     | –        | –        | 5          | 0          | 9        | 2        |
| Paks           | Összesen       | 56        | 9         | 9     | 3     | 0        | 0        | 7          | 0          | 72       | 12       |
| Teljes karrier | Teljes karrier | 284       | 73        | 30    | 11    | 13       | 0        | 9          | 0          | 336      | 84       |

### Mérkőzései a válogatottban
| Magyarország | Magyarország        | Magyarország                    | Magyarország  | Magyarország | Magyarország | Magyarország | Magyarország | Magyarország |
| #            | Dátum               | Helyszín                        | Hazai         | Eredmény     | Vendég       | Kiírás       | Gólok        | Esemény      |
| ------------ | ------------------- | ------------------------------- | ------------- | ------------ | ------------ | ------------ | ------------ | ------------ |
| 1.           | 2021. június 4.     | Budapest, Szusza Ferenc Stadion | Magyarország  | 1 – 0        | Ciprus       | barátságos   | -            | 60'          |
| 2.           | 2021. június 8.     | Budapest, Szusza Ferenc Stadion | Magyarország  | 0 – 0        | Írország     | barátságos   | -            | 79'          |
| 3.           | 2021. szeptember 5. | Elbasan, Elbasan Aréna          | Albánia       | 1 – 0        | Magyarország | vb-selejtező | -            | 88'          |
| 4.           | 2021. október 9.    | Budapest, Puskás Aréna          | Magyarország  | 0 – 1        | Albánia      | vb-selejtező | -            | 83'          |
| 5.           | 2021. október 12.   | London, Wembley Stadion         | Anglia        | 1 – 1        | Magyarország | vb-selejtező | -            | 79'          |
| 6.           | 2021. november 12.  | Budapest, Puskás Aréna          | Magyarország  | 4 – 0        | San Marino   | vb-selejtező | -            | 85'          |
| 7.           | 2021. november 15.  | Varsó, Nemzeti Stadion          | Lengyelország | 1 – 2        | Magyarország | vb-selejtező | -            | 89'          |
|              | Összesen            |                                 |               | 7            | mérkőzés     |              | 0            | gól          |

## Sikerei, díjai

### Klubcsapattal
Paks
- Magyar kupagyőztes (2): 2024,[17] 2025
- Magyar bajnokság ezüstérmes (1): 2023–24

### Egyéni
- Magyar bajnokság gólkirály: 2020–21 (22 gól)